# 呉本成徳
呉本 成徳（くれもと しげのり、1981年4月8日 - ）は、長野県諏訪市出身の元プロ野球選手（内野手）。

## 経歴

### プロ入り前
諏訪中3年時の1996年に日本選抜に選ばれる。
松商学園高時代は、1年時の1997年に第79回全国高等学校野球選手権大会に出場。1回戦の西京高戦は3対4で敗戦（2打数1安打）。1年生ながら抜群の打撃センスを買われ、長野大会からベンチ入りしていた。本大会では、一塁手のレギュラーだった先輩選手が怪我でメンバーから漏れたため、背番号3の一塁手として試合に出場した。
3年時は主将となり、1999年の第81回全国高等学校野球選手権大会に2度目の出場。初戦の尽誠学園高戦は3対6で敗戦。4番遊撃手で出場し、2打数0安打1打点1三振1四死球。
明治大学では、2002年の春季東京六大学リーグ・ベストナイン（一塁手）。
2003年、主将・三塁手で秋季には明大のリーグ1000勝目をサヨナラ本塁打で決める。リーグ1位の3本塁打。リーグ通算67試合に出場し223打数58安打、打率.260、6本塁打、27打点。
明治大学の同期に牛田成樹や、佐藤賢、岡本篤志などがいる。
2003年のドラフト5巡目で横浜に入団。

### プロ入り後
2004年から3年間は一軍出場がなく、二軍でもなかなか打力をアピールできなかった。
しかし2007年は二軍で打撃好調で、打率.296、6本塁打、54打点を記録し、イースタン・リーグ打点王を獲得した。守備では三塁手・一塁手に加えて二塁手にも挑戦した。この活躍が認められ、9月25日にプロ4年目にして一軍初昇格。10月1日の対阪神戦で初出場、10月6日の広島戦で初ヒットを記録した。
2008年は二軍でチーム2位の10本塁打を放ち、夏場に一軍で代打要員として起用されたが結果を残せなかった。2009年は代打要員で起用されるも目立った結果は残せず、10月1日付で戦力外通告を受ける。シーズン終了後、12球団合同トライアウトに参加したものの、獲得球団が現れず、プロ野球からの引退をブログで表明した。その後ブログは閉鎖された。引退後は地元長野で家業を手伝っている。

## 詳細情報

### 年度別打撃成績
| 年 度     | 球 団     | 試 合 | 打 席 | 打 数 | 得 点 | 安 打 | 二 塁 打 | 三 塁 打 | 本 塁 打 | 塁 打 | 打 点 | 盗 塁 | 盗 塁 死 | 犠 打 | 犠 飛 | 四 球 | 敬 遠 | 死 球 | 三 振 | 併 殺 打 | 打 率 | 出 塁 率 | 長 打 率 | O P S |
| --------- | --------- | ----- | ----- | ----- | ----- | ----- | -------- | -------- | -------- | ----- | ----- | ----- | -------- | ----- | ----- | ----- | ----- | ----- | ----- | -------- | ----- | -------- | -------- | ----- |
| 2007      | 横浜      | 4     | 4     | 3     | 1     | 1     | 0        | 0        | 0        | 1     | 0     | 0     | 0        | 0     | 0     | 1     | 0     | 0     | 1     | 0        | .333  | .500     | .333     | .833  |
| 2008      | 横浜      | 6     | 6     | 4     | 1     | 0     | 0        | 0        | 0        | 0     | 0     | 0     | 0        | 0     | 0     | 0     | 0     | 2     | 2     | 0        | .000  | .333     | .000     | .333  |
| 2009      | 横浜      | 17    | 17    | 16    | 0     | 4     | 1        | 0        | 0        | 5     | 0     | 0     | 0        | 0     | 0     | 1     | 0     | 0     | 5     | 2        | .250  | .294     | .313     | .607  |
| 通算：3年 | 通算：3年 | 27    | 27    | 23    | 2     | 5     | 1        | 0        | 0        | 6     | 0     | 0     | 0        | 0     | 0     | 2     | 0     | 2     | 8     | 2        | .217  | .333     | .261     | .594  |

### 年度別守備成績
| 年 度 | 球 団 | 一塁  | 一塁  | 一塁  | 一塁  | 一塁  | 一塁     |
| 年 度 | 球 団 | 試 合 | 刺 殺 | 補 殺 | 失 策 | 併 殺 | 守 備 率 |
| ----- | ----- | ----- | ----- | ----- | ----- | ----- | -------- |
| 2009  | 横浜  | 1     | 5     | 0     | 0     | 0     | 1.000    |
| 通算  | 通算  | 1     | 5     | 0     | 0     | 0     | 1.000    |

### 記録
- 初出場：2007年10月1日、対阪神タイガース23回戦（横浜スタジアム）、5回裏に横山道哉の代打で出場
- 初打席：同上、5回裏に下柳剛から二塁ゴロ野手選択
- 初安打：2007年10月6日、対広島東洋カープ24回戦（広島市民球場）、6回表に川村丈夫の代打で出場、大竹寛から左前安打
- 初先発出場：2009年6月10日、対北海道日本ハムファイターズ3回戦（札幌市円山球場）、7番・指名打者で先発出場

### 背番号
- 55 （2004年 - 2009年）